# Riley 10
Der Riley 10 war ein Pkw von Riley.

## Beschreibung
Das Fahrzeug war ein kleiner Pkw mit Vierzylindermotor, den Riley 1915 dem großen 17 zur Seite stellte.
Der Wagen besaß einen Vierzylinder-Blockmotor mit 1096 cm³ Hubraum, seitlich stehenden Ventilen und Wasserkühlung. Das Fahrgestell hatte einen Radstand von 2438 mm.
Bereits 1916 lief dieses Modell aus. Erst 10 Jahre später gab es in dieser Größenklasse den Riley 9.